# 朱厚煒 (鄭王)
鄭順王朱厚煒（？—？），明朝第二代鄭王——鄭簡王朱祁鍈的四子盟津恭懿王朱見濍孫，盟津庶人朱祐橏子。他不知何年出生，只知道他是庶人，並與趙氏生下鄭敬王朱載壐，薨逝日期也不可考。朱載壐嗣位鄭王後，追封朱厚煒为鄭順王，母親趙氏為鄭順王王妃。

## 子女
1. 鄭敬王朱載壐